# Leucauge opiparis
Leucauge opiparis là một loài nhện trong họ Tetragnathidae.
Loài này thuộc chi Leucauge. Leucauge opiparis được Eugène Simon miêu tả năm 1907.